# Barbara Hieng Samobor
Barbara Hieng Samobor, slovenska režiserka, * 29. oktober 1961, Ljubljana.
Barbara Hieng se je po končani Gimnaziji Poljane vpisala na Akademijo za gledališče, radio, film in televizijo v Ljubljani, kjer je študirala režijo. Diplomirala je leta 1986 z režijo Cankarjeve drame Pohujšanje v dolini Šentflorjanski. Zanjo je prejela študentsko Prešernovo nagrado. Kasneje je bila zaposlena kot režiserka v SNG Drami Ljubljana, Mestnem gledališču ljubljanskem in v Prešernovem gledališču v Kranju. Leta 1995 se je zaposlila na Radiu Slovenija, kjer je delala do leta 1999. Leta 1999 je nato postala programska direktorica Lutkovnega gledališča Ljubljana, leta 2007 pa je postala direktorica Mestnega gledališča Ljubljana.

## Zasebno življenje
Poročena je z igralcem Igorjem Samoborom, s katerim ima sina Filipa, ki je igralec, in hčer Ano.